# Anticla flavifascula
Anticla flavifascula är en fjärilsart som beskrevs av Jacob Hübner 1820. Anticla flavifascula ingår i släktet Anticla och familjen silkesspinnare. Inga underarter finns listade i Catalogue of Life.